# 67
Il 67 (LXVII in numeri romani) è un anno  del I secolo.

## Eventi

### Impero romano
- Gaio Giulio Vindice, propretore della Gallia Lugdunense, convoca i notabili della provincia e organizza una rivolta contro Nerone, offrendo il suo sostegno alla salita al trono di Galba. È la prima di numerose rivolte contro l'imperatore.
- Gaio Licinio Muciano sostituisce Aulo Cestio Gallo come governatore della Siria.
- In Giudea arriva Vespasiano, al comando della Legio X Fretensis e della Legio V Macedonica: il suo compito è sedare la rivolta ebraica. Insieme a Vespasiano c'è anche suo figlio Tito (futuro imperatore dal 79 all'81), che da Alessandria d'Egitto ha guidato la Legio XV Apollinaris. Alla fine di primavera l'esercito romano conta 60.000 uomini, considerando anche le truppe ausiliarie del re Erode Agrippa II.
- Per una lotta intestina, scoppia la guerra civile a Gerusalemme: gli Zeloti e i Sicarii mettono a morte chiunque voglia abbandonare la città.
- Nell'assedio di Iotapata l'esercito romano massacra 40.000 Ebrei. Lo storico Flavio Giuseppe viene catturato perché è il capo dei rivoltosi in Galilea. Durante l'assedio Vespasiano viene ferito al piede da una freccia. Cade anche la fortezza di Gamala.
- Nerone compie un viaggio in Grecia, dove partecipa alle Olimpiadi e ad altre manifestazioni ludiche.
- Nerone, geloso dei successi politico-militari in Armenia, ordina la condanna a morte di Gneo Domizio Corbulone.

### Religioni
- Lino succede a Pietro nella carica di Vescovo di Roma. È il secondo papa riconosciuto dalla Chiesa cattolica romana.
- Vengono uccisi Paolo di Tarso, per decapitazione, e Pietro (apostolo), per crocifissione, entrambi martiri, discepoli e missionari cristiani.

## Morti
- Gneo Domizio Corbulone, politico e generale romano
- Gaio Cestio Gallo, politico e militare romano
- Plautilla, santa romana
- Publio Sulpicio Scribonio Rufo, magistrato, senatore e militare romano
- Publio Sulpicio Scribonio Proculo, magistrato, senatore e militare romano
- Quinto Sulpicio Camerino, magistrato e senatore romano

## Calendario
| Calendario 67 | Calendario 67 | Calendario 67 | Calendario 67 | Calendario 67 | Calendario 67 | Calendario 67 | Calendario 67 | Calendario 67 | Calendario 67 | Calendario 67 | Calendario 67 | Calendario 67 | Calendario 67 | Calendario 67 | Calendario 67 | Calendario 67 | Calendario 67 | Calendario 67 | Calendario 67 | Calendario 67 | Calendario 67 | Calendario 67 | Calendario 67 | Calendario 67 | Calendario 67 | Calendario 67 | Calendario 67 | Calendario 67 | Calendario 67 | Calendario 67 | Calendario 67 | Calendario 67 |
| ------------- | ------------- | ------------- | ------------- | ------------- | ------------- | ------------- | ------------- | ------------- | ------------- | ------------- | ------------- | ------------- | ------------- | ------------- | ------------- | ------------- | ------------- | ------------- | ------------- | ------------- | ------------- | ------------- | ------------- | ------------- | ------------- | ------------- | ------------- | ------------- | ------------- | ------------- | ------------- | ------------- |
|               | 1             | 2             | 3             | 4             | 5             | 6             | 7             | 8             | 9             | 10            | 11            | 12            | 13            | 14            | 15            | 16            | 17            | 18            | 19            | 20            | 21            | 22            | 23            | 24            | 25            | 26            | 27            | 28            | 29            | 30            | 31            |               |
| Gennaio       | Gi            | Ve            | Sa            | Do            | Lu            | Ma            | Me            | Gi            | Ve            | Sa            | Do            | Lu            | Ma            | Me            | Gi            | Ve            | Sa            | Do            | Lu            | Ma            | Me            | Gi            | Ve            | Sa            | Do            | Lu            | Ma            | Me            | Gi            | Ve            | Sa            |               |
| Febbraio      | Do            | Lu            | Ma            | Me            | Gi            | Ve            | Sa            | Do            | Lu            | Ma            | Me            | Gi            | Ve            | Sa            | Do            | Lu            | Ma            | Me            | Gi            | Ve            | Sa            | Do            | Lu            | Ma            | Me            | Gi            | Ve            | Sa            |               |               |               |               |
| Marzo         | Do            | Lu            | Ma            | Me            | Gi            | Ve            | Sa            | Do            | Lu            | Ma            | Me            | Gi            | Ve            | Sa            | Do            | Lu            | Ma            | Me            | Gi            | Ve            | Sa            | Do            | Lu            | Ma            | Me            | Gi            | Ve            | Sa            | Do            | Lu            | Ma            |               |
| Aprile        | Me            | Gi            | Ve            | Sa            | Do            | Lu            | Ma            | Me            | Gi            | Ve            | Sa            | Do            | Lu            | Ma            | Me            | Gi            | Ve            | Sa            | Do            | Lu            | Ma            | Me            | Gi            | Ve            | Sa            | Do            | Lu            | Ma            | Me            | Gi            |               |               |
| Maggio        | Ve            | Sa            | Do            | Lu            | Ma            | Me            | Gi            | Ve            | Sa            | Do            | Lu            | Ma            | Me            | Gi            | Ve            | Sa            | Do            | Lu            | Ma            | Me            | Gi            | Ve            | Sa            | Do            | Lu            | Ma            | Me            | Gi            | Ve            | Sa            | Do            |               |
| Giugno        | Lu            | Ma            | Me            | Gi            | Ve            | Sa            | Do            | Lu            | Ma            | Me            | Gi            | Ve            | Sa            | Do            | Lu            | Ma            | Me            | Gi            | Ve            | Sa            | Do            | Lu            | Ma            | Me            | Gi            | Ve            | Sa            | Do            | Lu            | Ma            |               |               |
| Luglio        | Me            | Gi            | Ve            | Sa            | Do            | Lu            | Ma            | Me            | Gi            | Ve            | Sa            | Do            | Lu            | Ma            | Me            | Gi            | Ve            | Sa            | Do            | Lu            | Ma            | Me            | Gi            | Ve            | Sa            | Do            | Lu            | Ma            | Me            | Gi            | Ve            |               |
| Agosto        | Sa            | Do            | Lu            | Ma            | Me            | Gi            | Ve            | Sa            | Do            | Lu            | Ma            | Me            | Gi            | Ve            | Sa            | Do            | Lu            | Ma            | Me            | Gi            | Ve            | Sa            | Do            | Lu            | Ma            | Me            | Gi            | Ve            | Sa            | Do            | Lu            |               |
| Settembre     | Ma            | Me            | Gi            | Ve            | Sa            | Do            | Lu            | Ma            | Me            | Gi            | Ve            | Sa            | Do            | Lu            | Ma            | Me            | Gi            | Ve            | Sa            | Do            | Lu            | Ma            | Me            | Gi            | Ve            | Sa            | Do            | Lu            | Ma            | Me            |               |               |
| Ottobre       | Gi            | Ve            | Sa            | Do            | Lu            | Ma            | Me            | Gi            | Ve            | Sa            | Do            | Lu            | Ma            | Me            | Gi            | Ve            | Sa            | Do            | Lu            | Ma            | Me            | Gi            | Ve            | Sa            | Do            | Lu            | Ma            | Me            | Gi            | Ve            | Sa            |               |
| Novembre      | Do            | Lu            | Ma            | Me            | Gi            | Ve            | Sa            | Do            | Lu            | Ma            | Me            | Gi            | Ve            | Sa            | Do            | Lu            | Ma            | Me            | Gi            | Ve            | Sa            | Do            | Lu            | Ma            | Me            | Gi            | Ve            | Sa            | Do            | Lu            |               |               |
| Dicembre      | Ma            | Me            | Gi            | Ve            | Sa            | Do            | Lu            | Ma            | Me            | Gi            | Ve            | Sa            | Do            | Lu            | Ma            | Me            | Gi            | Ve            | Sa            | Do            | Lu            | Ma            | Me            | Gi            | Ve            | Sa            | Do            | Lu            | Ma            | Me            | Gi            |               |